# BGM?
『BGM?』（ビージーエム?）は、日本のロックバンド、アナログフィッシュのミニアルバム。
2005年2月23日、エピックレコードジャパンよりリリース。

## 概要
- 前作から3ヶ月ぶりに発売された。
- 本作からレーベルゲートCD2での発売はなくなった。
- 先着購入者限定でステッカーが付いた。

## 収録曲
1. BGM (4:23)
（作詞：下岡晃）
2. 夜も眠れない (3:26)
（作詞：佐々木健太郎）
3. Ticket To Ride (4:59)
（作詞：佐々木健太郎）
4. 紫の空 (3:57)
（作詞：佐々木健太郎）
5. 出かけた (6:58)
（作詞：下岡晃）

全作曲・編曲：アナログフィッシュ